# Libice nad Cidlinou
Libice nad Cidlinou – miejscowość w Czechach (powiat Nymburk, kraj środkowoczeski), nad rzeką Cidliną (1314 mieszkańców). Leży ok. 3 km na południowy wschód od Podiebradów, przy autostradzie D11 z Pragi do Hradca Králové.
Najstarsze ślady osadnictwa pochodzą z końca VIII wieku. Rozwój osadnictwa nastąpił w IX wieku. W X wieku gród był stolicą księstwa Sławnikowiców, spokrewnionego z cesarskim rodem Ludolfingów. Wznieśli oni w Libicy książęcy dwór oraz kamienny kościół, zbudowany prawdopodobnie w latach 950–970 oraz zapewne kilka mniejszych kościołów na podgrodziu. Władztwo Sławnikowiców upadło w 995 roku, gdy Libice została zdobyta i spalona przez wojska Przemyślidów, a większość książęcego rodu wymordowana. Gród przeszedł w ręce rodu Wrszowców i znajdował się w ich rękach do 1108 roku, kiedy doszło do upadku ich znaczenia. Ostateczny upadek znaczenia grodu dokonał się w XII wieku.
Urodził się tutaj biskup Pragi, misjonarz i męczennik w Prusach, patron Polski święty Wojciech oraz jego przyrodni brat, pierwszy polski arcybiskup, błogosławiony Radzim Gaudenty.
W miejscowości zlokalizowana jest stacja kolejowa Libice nad Cidlinou.